# Vocal casi cerrada semianterior no redondeada
La vocal casi cerrada semianterior no redondeada (escucharⓘ) es un tipo de sonido vocálico empleado en algunas lenguas habladas. Su símbolo en el Alfabeto Fonético Internacional es ɪ, y su equivalente en el sistema X-SAMPA es I. El símbolo AFI es desde 1989 la letra latina iota (ɩ), idéntica a una "I" mayúscula de dimensiones más pequeñas.

## Características
- Su abertura es casi cerrada, lo que significa que la lengua se contrae menos que al formar una vocal cerrada.
- Su localización es semianterior, lo que implica que la lengua se posiciona ligeramente más recogida que en una vocal anterior.
- Se trata de una vocal no redondeada, es decir, los labios no se abocinan.